# Cyclommatus suzumurai
Cyclommatus suzumurai là một loài bọ cánh cứng trong họ Lucanidae. Loài này được Mizunuma & Nagai mô tả khoa học năm 1991.